# Edgar Álvarez
Edgar Anthony Álvarez Reyes (Puerto Cortés, 18 gennaio 1980) è un ex calciatore honduregno, di ruolo centrocampista.

## Caratteristiche tecniche
Álvarez è un esterno destro dotato di grande velocità, abile nello scatto e nel dribbling, con limiti in fase di finalizzazione. Schierabile anche in difesa, riesce a compiere i 100 metri piani in meno di 10,9 secondi.

## Carriera

### Club
Inizia la carriera in patria, prima nel Puerto Cortes e poi nel Platense, squadra in cui rimane per sette anni.
Nel 2003 si trasferisce agli uruguaiani del Peñarol. Nella prima stagione (2003-2004) gioca 15 partite di campionato, mentre nella stagione successiva ne gioca 11 fino a gennaio poiché viene prelevato in prestito dalla squadra italiana del Cagliari. Debutta nel campionato italiano il 5 dicembre 2004 in Cagliari-Chievo (4-2) della 14ª giornata, entrando in campo al 78' al posto di Francesco Pisano. Nella 36ª giornata, sua ultima presenza stagionale, segna al 52' il suo primo ed unico gol in maglia rossoblu ed il primo in Italia, utile per il momentaneo pareggio in trasferta contro il Messina, sua futura squadra, nella partita poi finita 2-1 per gli avversari. Chiude la sua prima stagione in Italia, e l'unica al Cagliari, con 15 presenze in Serie A e 6 in Coppa Italia.
Nell'estate del 2005, dopo esser stato tesserato dal Torino poi fallito, passa in prestito alla Roma, con cui gioca 33 partite: 20 in Serie A (sempre da subentrato tranne in tre occasioni in cui è stato sostituito), 4 in Coppa Italia e 9 in Coppa UEFA 2005-2006 (5 da titolare e 4 da subentrato), debuttando così anche nelle coppe europee. In giallorosso viene soprannominato Alvaretto dal capitano Francesco Totti. A fine stagione la società riscatta il suo cartellino per 400.000 euro, firmando un contratto quadriennale.
Nella sessione estiva del calciomercato del 2006 passa al Messina in prestito oneroso (per la cifra di 300.000 euro) con diritto di riscatto della metà del cartellino fissata a 1,9 milioni; la Roma si riserva la facoltà di controriscattare il cartellino per ulteriori 500.000 euro. Di 32 presenze in campionato, 12 le gioca da subentrato, realizzando due gol consecutivi alla 25ª ed alla 26ª, rispettivamente in casa contro il Siena (il suo gol è quello che permette alla squadra di vincere la partita) ed in trasferta contro l'Empoli (sconfitta per 3-1); completano la stagione 4 presenze in Coppa Italia.
Nel luglio 2007 ritorna alla Roma dopo il prestito in Sicilia, e dopo aver disputato la prima giornata di campionato contro il Palermo (vittoria esterna per 2-0 in cui entra all'84'), il 31 agosto passa in prestito al Livorno, in una stagione culminata con la retrocessione in Serie B del club amaranto. Il debutto con la nuova squadra arriva già alla seconda giornata, nuovamente contro il Palermo (sconfitta casalinga per 4-2), in cui esce al 54'. Le presenza con la maglia del club toscano, a fine stagione, saranno 8, di cui altre 2 da titolare.
A fine stagione finisce il prestito e torna alla Roma che poi, il 1º settembre 2008, lo gira nuovamente in prestito, questa volta in Serie B, al Pisa sino a fine stagione. All'esordio in maglia nerazzurra realizza il suo primo gol contro il Sassuolo nella sconfitta per 3-1 alla seconda giornata; si ripete poi il 4 ottobre, alla sua seconda presenza in campionato (settima giornata), nella vittoria interna contro la Triestina siglando il definitivo 3-1. Chiude la stagione con 27 presenze e 5 reti, giocando sempre da titolare tranne in 6 occasioni.
Nell'estate 2009 viene acquistato a titolo definitivo dal Bari per 450.000 euro, ma il giocatore è stato impossibilitato a venire in Italia (per il colpo di Stato che ha colpito l'Honduras) fino al 10 luglio 2009, quando riesce a prendere l'aereo e ad arrivare a Bari giusto in tempo per la partenza con la squadra biancorossa in Val Ridanna per il ritiro precampionato. Impiegato con continuità da mister Gian Piero Ventura, che lo aveva già allenato a Pisa, ha esordito coi pugliesi nel terzo turno di Coppa Italia disputato il 15 agosto e perso per 6-5 in casa contro l'Empoli ai tiri di rigore. Segna il suo primo gol in maglia biancorossa il 20 settembre 2009 contro l'Atalanta, partita vinta per 4-1 e valida per la quarta giornata di campionato. Si ripeterà nella partita contro il Palermo finita 4-2 per i biancorossi (22ª giornata, il suo gol è quello del parziale 2-0) e a Roma contro la Lazio segnando il gol dello 0-2 che chiude la partita. Termina la prima stagione con 37 presenze in campionato. Nella stagione successiva segna l'unica rete dell'annata al 91' di Parma-Bari (1-2), che permette ai biancorossi di vincere per la prima volta nella propria storia in Serie A nella città emiliana. Le presenze in campionato sono 29, mentre quelle in Coppa Italia 3. Con ancora due anni di contratto da 450.000 euro di ingaggio, lascia la squadra dopo 70 presenze e 4 gol complessivi.
Il 31 agosto 2011, ultimo giorno di calciomercato, passa a titolo definitivo al Palermo per 700.000 euro, firmando un contratto biennale; è il primo calciatore honduregno della storia della società rosanero. Esordisce in maglia rosanero in Palermo-Inter (4-3) della seconda giornata di campionato (la prima è stata rinviata) disputata l'11 settembre, giocando titolare. Esonerato Devis Mangia con cui aveva giocato 6 partite in campionato (complice una distrazione muscolare di primo grado al flessore della coscia sinistra) ed una in Coppa Italia, dopo Palermo-Napoli (1-3) dell'8 gennaio 2012 (unica partita in cui viene utilizzato da Bortolo Mutti), non viene più convocato fino alla partita del 7 aprile, in cui viene portato in panchina per Palermo-Juventus (0-2). La sua ultima apparizione è dunque quella contro i partenopei, concludendo la stagione con 9 presenze complessive. A fine stagione torna in Honduras allenandosi con il Puerto Cortes, la squadra dove è cresciuto.
Non convocato per il ritiro estivo del Palermo, il 1º agosto 2012 passa ai rumeni della Dinamo Bucarest firmando un contratto annuale con opzione per il secondo a 180.000 euro complessivi, risultando il giocatore più pagato della squadra. A inizio stagione accusa dei problemi fisici.
Svincolatosi dopo 5 presenze in campionato, una in coppa nazionale e una con la squadra riserve, dal 2013 torna a giocare nel Platense, squadra in cui aveva cominciato la carriera e ci rimane fino al 2019, quando si ritira definitivamente dal calcio giocato.

### Nazionale
Ha debuttato in nazionale il 23 maggio 2001 in Honduras-Panama (2-1) valevole per la Coppa delle nazioni UNCAF. In questa competizione colleziona 3 presenze, giocate nell'arco di cinque giorni.
Dopo 5 amichevoli fra il febbraio 2002 e il gennaio 2003, prende parte anche alla Coppa delle nazioni UNCAF 2003, giocando 5 incontri.
Nell'aprile del 2003 disputa prima un'amichevole e poi due partite di qualificazione alla Gold Cup 2003. Quindi, dopo altre 5 amichevoli fra maggio e giugno dello stesso anno (nella quarta delle quali - disputata il 22 giugno - segna il primo gol in nazionale contro il Guatemala nella vittoria esterna per 2-1), partecipa alla fase finale della Gold Cup giocando la partita del primo turno pareggiata per 0-0 contro il Messico.
Seguono 4 amichevoli fra il novembre 2003 e l'aprile 2004, quindi 6 partite di qualificazione ai Mondiali 2006, nella seconda delle quali, disputata il 20 giugno 2006, realizza un gol nel 4-0 sulle Antille Olandesi.
Fuori dal giro della nazionale per poco meno di tre anni, partecipa alla Gold Cup del 2007 disputata a giugno, giocandovi 4 partite. Fra settembre e novembre dello stesso anno gioca poi 4 amichevoli.
Tra agosto 2008 e settembre 2009 gioca 4 partite di qualificazione ai Mondiali 2010, e, dopo 4 amichevoli nel 2010, prende parte alla spedizione in Sudafrica giocando 2 partite nella fase finale del torneo, precisamente contro il Cile (sconfitta per 1-0) e Svizzera (pareggio a reti bianche).

## Statistiche

### Presenze e reti nei club
Statistiche aggiornate all'8 gennaio 2012.
| Stagione        | Squadra         | Campionato      | Campionato | Campionato | Coppa nazionale | Coppa nazionale | Coppa nazionale | Coppe continentali | Coppe continentali | Coppe continentali | Altre coppe | Altre coppe | Altre coppe | Totale | Totale |
| Stagione        | Squadra         | Comp            | Pres       | Reti       | Comp            | Pres            | Reti            | Comp               | Pres               | Reti               | Pres        | Comp        | Pres        | Pres   | Reti   |
| --------------- | --------------- | --------------- | ---------- | ---------- | --------------- | --------------- | --------------- | ------------------ | ------------------ | ------------------ | ----------- | ----------- | ----------- | ------ | ------ |
| 1996-1997       | Platense        | LN              | ?          | ?          | -               | -               | -               | -                  | -                  | -                  | -           | -           | -           | ?      | ?      |
| 1997-1998       | Platense        | LN              | ?          | ?          | -               | -               | -               | -                  | -                  | -                  | -           | -           | -           | ?      | ?      |
| 1998-1999       | Platense        | LN              | ?          | ?          | -               | -               | -               | -                  | -                  | -                  | -           | -           | -           | ?      | ?      |
| 1999-2000       | Platense        | LN              | 21         | 2          | -               | -               | -               | -                  | -                  | -                  | -           | -           | -           | 21     | 2      |
| 2000-2001       | Platense        | LN              | 39         | 4          | -               | -               | -               | -                  | -                  | -                  | -           | -           | -           | 39     | 4      |
| 2001-2002       | Platense        | LN              | 32         | 2          | -               | -               | -               | -                  | -                  | -                  | -           | -           | -           | 32     | 2      |
| 2002-2003       | Platense        | LN              | ?          | ?          | -               | -               | -               | -                  | -                  | -                  | -           | -           | -           | ?      | ?      |
| Totale Platense | Totale Platense | Totale Platense | 102        | 9          |                 | -               | -               |                    | -                  | -                  |             | -           | -           | 102    | 9      |
| 2003-2004       | Peñarol         | PD              | 15         | 0          | -               | -               | -               | -                  | -                  | -                  | -           | -           | -           | 15     | 0      |
| 2004-gen. 2005  | Peñarol         | PD              | 11         | 0          | -               | -               | -               | -                  | -                  | -                  | -           | -           | -           | 11     | 0      |
| Totale Peñarol  | Totale Peñarol  | Totale Peñarol  | 26         | 0          |                 | -               | -               |                    | -                  | -                  |             | -           | -           | 26     | 0      |
| gen.-giu. 2005  | Cagliari        | A               | 15         | 1          | CI              | 6               | 0               | -                  | -                  | -                  | -           | -           | -           | 21     | 1      |
| 2005-2006       | Roma            | A               | 20         | 0          | CI              | 4               | 0               | CU                 | 9                  | 0                  | -           | -           | -           | 33     | 0      |
| 2006-2007       | Messina         | A               | 32         | 2          | CI              | 3               | 0               | -                  | -                  | -                  | -           | -           | -           | 35     | 2      |
| ago. 2007       | Roma            | A               | 1          | 0          | -               | -               | -               | -                  | -                  | -                  | SI          | 0           | 0           | 1      | 0      |
| ago. 2007-2008  | Livorno         | A               | 8          | 0          | CI              | -               | -               | -                  | -                  | -                  | -           | -           | -           | 8      | 0      |
| ago. 2008       | Roma            | A               | 0          | 0          | -               | -               | -               | -                  | -                  | -                  | SI          | 0           | 0           | 0      | 0      |
| Totale Roma     | Totale Roma     | Totale Roma     | 21         | 0          |                 | 4               | 0               |                    | 9                  | 0                  |             | 0           | 0           | 34     | 0      |
| ago. 2008-2009  | Pisa            | B               | 27         | 5          | CI              | -               | -               | -                  | -                  | -                  | -           | -           | -           | 27     | 5      |
| 2009-2010       | Bari            | A               | 37         | 3          | CI              | 1               | 0               | -                  | -                  | -                  | -           | -           | -           | 38     | 3      |
| 2010-2011       | Bari            | A               | 29         | 1          | CI              | 3               | 0               | -                  | -                  | -                  | -           | -           | -           | 32     | 1      |
| ago. 2011       | Bari            | B               | 0          | 0          | CI              | 0               | 0               | -                  | -                  | -                  | -           | -           | -           | 0      | 0      |
| Totale Bari     | Totale Bari     | Totale Bari     | 66         | 4          |                 | 4               | 0               |                    | -                  | -                  |             | -           | -           | 70     | 4      |
| ago. 2011-2012  | Palermo         | A               | 8          | 0          | CI              | 1               | 0               | UEL                | -                  | -                  | -           | -           | -           | 9      | 0      |
| 2013-2014       | Platense        | LN              | 19         | 1          | -               | -               | -               | -                  | -                  | -                  | -           | -           | -           | 19     | 1      |
| 2014-2015       | Platense        | LN              | 19         | 1          | -               | -               | -               | -                  | -                  | -                  | -           | -           | -           | 19     | 1      |
| 2015-2016       | Platense        | LN              | 19         | 1          | -               | -               | -               | -                  | -                  | -                  | -           | -           | -           | 19     | 1      |
| 2016-2017       | Platense        | LN              | 19         | 0          | -               | -               | -               | -                  | -                  | -                  | -           | -           | -           | 19     | 0      |
| 2017-2018       | Platense        | LN              | 19         | 0          | -               | -               | -               | -                  | -                  | -                  | -           | -           | -           | 19     | 0      |
| 2018-2019       | Platense        | LN              | 20         | 0          | -               | -               | -               | -                  | -                  | -                  | -           | -           | -           | 20     | 0      |
| Totale carriera | Totale carriera | Totale carriera | 420        | 24         |                 | 18              | 0               |                    | 9                  | 0                  |             | 0           | 0           | 447    | 24     |

### Cronologia presenze e reti in Nazionale
| Cronologia completa delle presenze e delle reti in nazionale ― Honduras | Cronologia completa delle presenze e delle reti in nazionale ― Honduras | Cronologia completa delle presenze e delle reti in nazionale ― Honduras | Cronologia completa delle presenze e delle reti in nazionale ― Honduras | Cronologia completa delle presenze e delle reti in nazionale ― Honduras | Cronologia completa delle presenze e delle reti in nazionale ― Honduras | Cronologia completa delle presenze e delle reti in nazionale ― Honduras | Cronologia completa delle presenze e delle reti in nazionale ― Honduras |
| Data                                                                    | Città                                                                   | In casa                                                                 | Risultato                                                               | Ospiti                                                                  | Competizione                                                            | Reti                                                                    | Note                                                                    |
| ----------------------------------------------------------------------- | ----------------------------------------------------------------------- | ----------------------------------------------------------------------- | ----------------------------------------------------------------------- | ----------------------------------------------------------------------- | ----------------------------------------------------------------------- | ----------------------------------------------------------------------- | ----------------------------------------------------------------------- |
| 23-5-2001                                                               | San Pedro Sula                                                          | Honduras                                                                | 1 – 2                                                                   | Panama                                                                  | Coppa delle nazioni UNCAF 2001 - 1º turno                               | -                                                                       |                                                                         |
| 25-5-2001                                                               | San Pedro Sula                                                          | Honduras                                                                | 10 – 2                                                                  | Nicaragua                                                               | Coppa delle nazioni UNCAF 2001 - 1º turno                               | -                                                                       |                                                                         |
| 27-5-2001                                                               | San Pedro Sula                                                          | Honduras                                                                | 1 – 1                                                                   | El Salvador                                                             | Coppa delle nazioni UNCAF 2001 - 1º turno                               | -                                                                       |                                                                         |
| 12-2-2002                                                               | Hong Kong                                                               | Honduras                                                                | 5 – 1                                                                   | Slovenia                                                                | Lunar New Year Cup 2002 - Semifinale                                    | -                                                                       | 68’                                                                     |
| 15-2-2002                                                               | Hong Kong                                                               | Hong Kong League XI                                                     | 0 – 1                                                                   | Honduras                                                                | Lunar New Year Cup 2002 - Finale                                        | -                                                                       | 80’                                                                     |
| 2-3-2002                                                                | Seattle                                                                 | Stati Uniti                                                             | 4 – 0                                                                   | Honduras                                                                | Amichevole                                                              | -                                                                       |                                                                         |
| 2-5-2002                                                                | Kōbe                                                                    | Giappone                                                                | 3 – 3                                                                   | Honduras                                                                | Kirin Cup 2002                                                          | -                                                                       |                                                                         |
| 20-11-2002                                                              | San Pedro Sula                                                          | Honduras                                                                | 1 – 0                                                                   | Colombia                                                                | Amichevole                                                              | -                                                                       |                                                                         |
| 31-1-2003                                                               | San Pedro Sula                                                          | Honduras                                                                | 1 – 3                                                                   | Argentina                                                               | Amichevole                                                              | -                                                                       |                                                                         |
| 11-2-2003                                                               | Panama                                                                  | Nicaragua                                                               | 0 – 2                                                                   | Honduras                                                                | Coppa delle nazioni UNCAF 2003 - Girone finale                          | -                                                                       |                                                                         |
| 15-2-2003                                                               | Colón                                                                   | Honduras                                                                | 0 – 1                                                                   | El Salvador                                                             | Coppa delle nazioni UNCAF 2003 - Girone finale                          | -                                                                       |                                                                         |
| 18-2-2003                                                               | Panama                                                                  | Panama                                                                  | 1 – 1                                                                   | Honduras                                                                | Coppa delle nazioni UNCAF 2003 - Girone finale                          | -                                                                       |                                                                         |
| 20-2-2003                                                               | Panama                                                                  | Costa Rica                                                              | 1 – 0                                                                   | Honduras                                                                | Coppa delle nazioni UNCAF 2003 - Girone finale                          | -                                                                       |                                                                         |
| 23-2-2003                                                               | Panama                                                                  | Guatemala                                                               | 2 – 1                                                                   | Honduras                                                                | Coppa delle nazioni UNCAF 2003 - Girone finale                          | -                                                                       |                                                                         |
| 3-4-2003                                                                | Tegucigalpa                                                             | Honduras                                                                | 1 – 1                                                                   | Paraguay                                                                | Amichevole                                                              | -                                                                       | 40’                                                                     |
| 25-4-2003                                                               | Fort-de-France                                                          | Trinidad e Tobago                                                       | 0 – 2                                                                   | Honduras                                                                | Qual. Gold Cup 2003                                                     | -                                                                       |                                                                         |
| 27-4-2003                                                               | Fort-de-France                                                          | Martinica                                                               | 2 – 4                                                                   | Honduras                                                                | Qual. Gold Cup 2003                                                     | -                                                                       |                                                                         |
| 1-5-2003                                                                | Miami                                                                   | Colombia                                                                | 0 – 0                                                                   | Honduras                                                                | Amichevole                                                              | -                                                                       |                                                                         |
| 7-6-2003                                                                | Miami                                                                   | Venezuela                                                               | 2 – 1                                                                   | Honduras                                                                | Amichevole                                                              | -                                                                       | 65’                                                                     |
| 12-6-2003                                                               | San Pedro Sula                                                          | Honduras                                                                | 1 – 2                                                                   | Cile                                                                    | Amichevole                                                              | -                                                                       | 46’                                                                     |
| 22-6-2003                                                               | Carson                                                                  | Guatemala                                                               | 1 – 2                                                                   | Honduras                                                                | Amichevole                                                              | 1                                                                       | 46’                                                                     |
| 29-6-2003                                                               | San Pedro Sula                                                          | Honduras                                                                | 1 – 1                                                                   | El Salvador                                                             | Amichevole                                                              | -                                                                       | 57’                                                                     |
| 16-7-2003                                                               | Città del Messico                                                       | Honduras                                                                | 0 – 0                                                                   | Messico                                                                 | Gold Cup 2003 - 1º turno                                                | -                                                                       |                                                                         |
| 17-11-2003                                                              | Houston                                                                 | Honduras                                                                | 1 – 2                                                                   | Finlandia                                                               | Amichevole                                                              | 1                                                                       |                                                                         |
| 18-2-2004                                                               | Tegucigalpa                                                             | Honduras                                                                | 1 – 1                                                                   | Colombia                                                                | Amichevole                                                              | -                                                                       |                                                                         |
| 31-3-2004                                                               | Kingston                                                                | Giamaica                                                                | 2 – 2                                                                   | Honduras                                                                | Amichevole                                                              | -                                                                       |                                                                         |
| 28-4-2004                                                               | Fort Lauderdale                                                         | Honduras                                                                | 1 – 1                                                                   | Ecuador                                                                 | Amichevole                                                              | -                                                                       |                                                                         |
| 12-6-2004                                                               | Willemstad                                                              | Antille Olandesi                                                        | 1 – 2                                                                   | Honduras                                                                | Qual. Mondiali 2006                                                     | -                                                                       |                                                                         |
| 19-6-2004                                                               | San Pedro Sula                                                          | Honduras                                                                | 4 – 0                                                                   | Antille Olandesi                                                        | Qual. Mondiali 2006                                                     | 1                                                                       |                                                                         |
| 18-8-2004                                                               | Alajuela                                                                | Costa Rica                                                              | 2 – 5                                                                   | Honduras                                                                | Qual. Mondiali 2006                                                     | -                                                                       | 77’                                                                     |
| 4-9-2004                                                                | Edmonton                                                                | Canada                                                                  | 1 – 1                                                                   | Honduras                                                                | Qual. Mondiali 2006                                                     | -                                                                       |                                                                         |
| 8-9-2004                                                                | San Pedro Sula                                                          | Honduras                                                                | 2 – 2                                                                   | Guatemala                                                               | Qual. Mondiali 2006                                                     | -                                                                       | 86’                                                                     |
| 9-10-2004                                                               | San Pedro Sula                                                          | Honduras                                                                | 1 – 1                                                                   | Canada                                                                  | Qual. Mondiali 2006                                                     | -                                                                       | 74’                                                                     |
| 8-6-2007                                                                | New York                                                                | Panama                                                                  | 3 – 2                                                                   | Honduras                                                                | Gold Cup 2007 - 1º turno                                                | -                                                                       | 74’                                                                     |
| 10-6-2007                                                               | New York                                                                | Honduras                                                                | 2 – 1                                                                   | Messico                                                                 | Gold Cup 2007 - 1º turno                                                | -                                                                       |                                                                         |
| 13-6-2007                                                               | Houston                                                                 | Cuba                                                                    | 0 – 5                                                                   | Honduras                                                                | Gold Cup 2007 - 1º turno                                                | -                                                                       | 71’                                                                     |
| 17-6-2007                                                               | Houston                                                                 | Honduras                                                                | 1 – 2                                                                   | Guadalupa                                                               | Gold Cup 2007 - Quarti di finale                                        | -                                                                       |                                                                         |
| 10-9-2007                                                               | Hartford                                                                | Costa Rica                                                              | 0 – 0                                                                   | Honduras                                                                | Amichevole                                                              | -                                                                       | 81’                                                                     |
| 12-9-2007                                                               | San Pedro Sula                                                          | Honduras                                                                | 2 – 1                                                                   | Ecuador                                                                 | Amichevole                                                              | -                                                                       |                                                                         |
| 14-10-2007                                                              | Tegucigalpa                                                             | Honduras                                                                | 1 – 0                                                                   | Panama                                                                  | Amichevole                                                              | -                                                                       |                                                                         |
| 17-11-2007                                                              | Miami                                                                   | Guatemala                                                               | 0 – 1                                                                   | Honduras                                                                | Amichevole                                                              | -                                                                       |                                                                         |
| 20-8-2008                                                               | Città del Messico                                                       | Messico                                                                 | 2 – 1                                                                   | Honduras                                                                | Qual. Mondiali 2010                                                     | -                                                                       | 81’                                                                     |
| 5-9-2009                                                                | San Pedro Sula                                                          | Honduras                                                                | 4 – 1                                                                   | Trinidad e Tobago                                                       | Qual. Mondiali 2010                                                     | -                                                                       | 71’                                                                     |
| 11-10-2009                                                              | San Pedro Sula                                                          | Honduras                                                                | 2 – 3                                                                   | Stati Uniti                                                             | Qual. Mondiali 2010                                                     | -                                                                       | 69’                                                                     |
| 15-10-2009                                                              | San Salvador                                                            | El Salvador                                                             | 0 – 1                                                                   | Honduras                                                                | Qual. Mondiali 2010                                                     | -                                                                       | 63’                                                                     |
| 3-3-2010                                                                | Istanbul                                                                | Turchia                                                                 | 2 – 0                                                                   | Honduras                                                                | Amichevole                                                              | -                                                                       | 46’                                                                     |
| 27-5-2010                                                               | Villach                                                                 | Bielorussia                                                             | 2 – 2                                                                   | Honduras                                                                | Amichevole                                                              | -                                                                       | 70’                                                                     |
| 2-6-2010                                                                | Zell am See                                                             | Azerbaigian                                                             | 0 – 0                                                                   | Honduras                                                                | Amichevole                                                              | -                                                                       | 77’                                                                     |
| 16-6-2010                                                               | Nelspruit                                                               | Honduras                                                                | 0 – 1                                                                   | Cile                                                                    | Mondiali 2010 - 1º turno                                                | -                                                                       |                                                                         |
| 25-6-2010                                                               | Bloemfontein                                                            | Svizzera                                                                | 0 – 0                                                                   | Honduras                                                                | Mondiali 2010 - 1º turno                                                | -                                                                       |                                                                         |
| 13-10-2010                                                              | Los Angeles                                                             | Honduras                                                                | 2 – 0                                                                   | Guatemala                                                               | Amichevole                                                              | -                                                                       | 82’                                                                     |
| 10-2-2011                                                               | La Ceiba                                                                | Honduras                                                                | 1 – 1 (4 – 5 dtr)                                                       | Ecuador                                                                 | Amichevole                                                              | -                                                                       | 58’                                                                     |
| 15-11-2011                                                              | San Pedro Sula                                                          | Honduras                                                                | 2 – 0                                                                   | Serbia                                                                  | Amichevole                                                              | -                                                                       | 87’                                                                     |
| 7-9-2013                                                                | Città del Messico                                                       | Messico                                                                 | 1 – 2                                                                   | Honduras                                                                | Qual. Mondiali 2014                                                     | -                                                                       | 60’                                                                     |
| 11-9-2013                                                               | Tegucigalpa                                                             | Honduras                                                                | 2 – 2                                                                   | Panama                                                                  | Qual. Mondiali 2014                                                     | -                                                                       | 81’                                                                     |
| Totale                                                                  |                                                                         | Presenze                                                                | 55                                                                      |                                                                         | Reti                                                                    | 3                                                                       |                                                                         |

## Palmarès

### Club

#### Competizioni nazionali
- Campionato honduregno: 1

Platense: 2000-2001
- Coppa dell'Honduras: 3

Platense: 1996, 1997, 2018
- Supercoppa italiana: 1

Roma: 2007